# Ruggero Raimondi
Ruggero Raimondi (ur. 3 października 1941 w Bolonii) – włoski śpiewak, bas-baryton.

## Życiorys
Uczył się w Akademii Muzycznej św. Cecylii w Rzymie u Teresy Pediconi (1961–1962) i Armando Piervenanziego (1963–1965). Debiutował w 1964 roku w Spoleto jako Colline w Cyganerii Giacomo Pucciniego. W tym samym roku wystąpił w Rzymie jako Procida w Nieszporach sycylijskich Giuseppe Verdiego. W latach 1965–1967 występował w Teatro La Fenice w Wenecji. W 1968 roku zadebiutował w mediolańskiej La Scali rolą Timura w Turandot Pucciniego. W 1969 roku wystąpił na festiwalu operowym w Glyndebourne w tytułowej roli w Don Giovannim W.A. Mozarta. W 1970 roku zadebiutował w nowojorskiej Metropolitan Opera jako Silva w Ernanim Verdiego. Występował w teatrach operowych w Monachium (1972), Hamburgu (1976/1977 i 1981/1982), Paryżu (1979), Wiedniu (1990) i Berlinie (1991), a także w londyńskim Covent Garden Theatre (1970, 1990, 1993–1994) i na festiwalu w Salzburgu (od 1970). Był jedną z gwiazd, które wystąpiły na koncercie z okazji otwarcia gmachu paryskiej Opéra Bastille w 1989 roku.
Wykonuje zarówno partie barytonowe, jak i basowe, z równym powodzeniem występuje w rolach komediowych i tragicznych. Dokonał licznych nagrań płytowych swoich ról operowych, występował też w filmach i telewizji. Zagrał w Cyganerii Franco Zeffirelliego (1967), Don Giovannim Josepha Loseya (1979), Carmen Francesco Rosiego (1984) i Borysie Godunowie Andrzeja Żuławskiego (1989).